# Городское поселение Одинцово
Городско́е поселе́ние Одинцо́во — упразднённое муниципальное образование в Одинцовском муниципальном районе Московской области. Было образовано в 2005 году, включило город Одинцово и 19 населённых пунктов позже упразднённых Мамоновского и Юдинского сельских округов.
Крупнейший населённый пункт, в котором расположена администрация, — город Одинцово.
Глава городского поселения — Гусев Александр Альбертович.

## География
Граничит с городскими поселениями Лесной Городок и Новоивановское, сельскими поселениями Барвихинским и Горским, а также с городом Москвой. Площадь территории муниципального образования — 6093 га.

## Население
| 2006     | 2007     | 2008     | 2009     | 2010     | 2011     | 2012     |
| -------- | -------- | -------- | -------- | -------- | -------- | -------- |
| 139 484  | ↘134 684 | ↘127 967 | ↘111 612 | ↗145 227 | ↘143 774 | →143 774 |
| 2013     | 2014     | 2015     | 2016     | 2017     | 2018     | 2019     |
| ↗143 922 | ↗146 519 | ↗147 513 | ↘147 398 | ↗147 564 | ↘146 574 | ↘143 227 |

## История
Муниципальное образование было образовано в 2005 году из города Одинцово и 19 населённых пунктов упразднённых административно-территориальных единиц в 2019 году Упразднено. — Мамоновского и Юдинского сельских округов Одинцовского района Московской области.

## Состав городского поселения
Городское поселение Одинцово включает следующие 20 населённых пунктов:
| Вид     | Наименование              | Население, чел. (2006) | ОКАТО          | Бывшая административная единица |
| ------- | ------------------------- | ---------------------- | -------------- | ------------------------------- |
| посёлок | Абонентного Ящика 001     | 19                     | 46 241 837 012 | Мамоновский сельский округ      |
| село    | Акулово                   | 239                    | 46 241 870 009 | Юдинский сельский округ         |
| деревня | Вырубово                  | 194                    | 46 241 837 001 | Мамоновский сельский округ      |
| деревня | Глазынино                 | 86                     | 46 241 837 010 | Мамоновский сельский округ      |
| деревня | Губкино                   | 101                    | 46 241 837 011 | Мамоновский сельский округ      |
| посёлок | Дома Отдыха «Озёра»       | 193                    | 46 241 870 010 | Юдинский сельский округ         |
| посёлок | Дома Отдыха МПС «Берёзка» | 1                      | 46 241 837 013 | Мамоновский сельский округ      |
| деревня | Измалково                 | 97                     | 46 241 837 008 | Мамоновский сельский округ      |
| посёлок | Красный Октябрь           | 2                      | 46 241 870 011 | Юдинский сельский округ         |
| деревня | Лохино                    | 112                    | 46 241 837 002 | Мамоновский сельский округ      |
| посёлок | Лохинский 2-й             | 19                     | 46 241 837 004 | Мамоновский сельский округ      |
| деревня | Мамоново                  | 703                    | 46 241 837 005 | Мамоновский сельский округ      |
| посёлок | Москворецкого Леспаркхоза | 43                     | 46 241 837 009 | Мамоновский сельский округ      |
| село    | Немчиновка                | 1749                   | 46 241 837 016 | Мамоновский сельский округ      |
| хутор   | Никонорово                | 29                     | 46 241 837 003 | Мамоновский сельский округ      |
| город   | Одинцово                  | 187 301                | 46 241 501     |                                 |
| хутор   | Одинцовский               | 80                     | 46 241 837 006 | Мамоновский сельский округ      |
| деревня | Переделки                 | 132                    | 46 241 837 007 | Мамоновский сельский округ      |
| село    | Ромашково                 | 741                    | 46 241 837 015 | Мамоновский сельский округ      |
| посёлок | Трёхгорка                 | 100                    | 46 241 837 014 | Мамоновский сельский округ      |